# Arte Charpentier
 (janvier 2023).
 (août 2022).
L'article doit être relu — et modifié si nécessaire — par des contributeurs indépendants pour apporter un regard critique aux contributions effectuées en violation des conditions d'utilisation de Wikipédia, tant sur la forme (notamment concernant le style encyclopédique, la proportionnalité) que sur le fond (la neutralité de point de vue, la qualité et l'indépendance des sources).
Arte Charpentier est une agence d'architecture, architecture intérieure, urbanisme et paysage qui a été fondée par Jean-Marie Charpentier en 1969 à Paris.

## Histoire
En 1969, Jean-Marie Charpentier crée une agence d’architecture et lui donne le nom d’ARTE (Architecture, Recherche, Technique et Environnement).  

## Principales réalisations

### France
- Centre commercial Yellow Pulse - Bron, France - 2022
- Îlot Boisseau, 550 logements - Clichy-la-Garenne - 2021
- Village des Marques Paris Giverny - Douains - 2021
- Tour SILEX 2 - Lyon, France - 2020
- SHIFT, siège social de Nestlé - rue Guynemer à Issy-les-Moulineaux - 2020[1]
- Ecole Ducasse Paris Campus - Meudon-la-Forêt - 2020
- Pôle gare - Châtillon-Montrouge, France - 2017-en cours
- Ecoquartier Victor Hugo - Bagneux, France - 2019
- Campus ECLA, résidence - Palaiseau, France - 2018
- Crédit Agricole Centre-Ouest - Châteauroux, France - 2018
- Ambassade de Chine - Paris, France - 2016
- Hôtels Accor - Roissypôle, France - 2015
- Siège social du Crédit Agricole - Montrouge, France -2015
- Siège social de Thales - La Défense, France - 2015
- Centre commercial Les Saisons - Meaux, France - 2015
- Station de traitement des eaux - Orléans, France - 2013
- Centre commercial Les Eleis - Cherbourg, France - 2013
- Maison de l’innovation - Dijon, France - 2013
- DGGN - Issy-les-Moulineaux, France - 2012
- Campus Veolia Environnement - Lyon, France - 2012
- Tour Oxygène - Lyon, France - 2010
- Centre commercial La Part-Dieu - Lyon, France - 2010
- Tour Lopez - Paris, France - 2009
- Tour Elithis - Dijon, France - 2009
- Campus Dassault Systèmes - Vélizy, France - 2008
- Imprimerie Nationale - Paris, France - 2008
- Centre commercial Carré de Soie - Lyon, France - 2008
- EMGP, siège social d’Icade - Paris, France - 2007
- Siège social d’Axa - La Défense, France - 2006
- La lentille de verre de la station de métro Meteor devant la Gare Saint-Lazare - Paris, France - 2003

### Asie
- Wuchang CBD - Wuhan, Chine - 2014-2019
- Quartier Dongting - Wuhan, Chine - 2019
- Eco-cité sino-française de Caidian - Wuhan, Chine - 2017-2019
- Wuche «Quartier de vie» - Wuhan, Chine - 2016
- Centre artistique et opéra - Xinzhou, Chine - 2015
- Projet d’aménagement Baie d’Alger - Algérie - 2007-2015
- Tourism Master Plan - Astana, Kazakhstan - 2013 - 2014
- Maison du Citoyen - Wuhan, Chine - 2012
- Grand Théâtre du Shanxi - Taiyuan, Chine - 2012
- Centre de la mode - Shanghai, France - 2012
- Place des Célébrations - Expo 2010 - Shanghai, Chine - 2010
- Musée d’Ala’Er - Ala’Er, Chine - 2009
- Villas Jomchang - Phuket, Thaïlande - 2006
- Une partie de la rue de Nankin (transformée en rue piétonne), - Shanghai, Chine - 1999
- Avenue du Siècle - Shanghai, Chine - 1999
- Opéra de Shanghai (Shanghai Grand Theatre) - Shanghai, Chine - 1998
- Central Plaza - Shanghai, Chine - 1998

### Afrique
- Complexe Park Mall - Sétif, Algérie - 2017

- Grand Conakry - Vision 2040 - République de Guinée - 2016
- «Affordable Housing» - Alger, Algérie - 2011-2012
- Cité Serigne Falou - Touba, Sénégal - 2010-2011

### Amérique du Sud
- Santiago Deseado, simulateur 3D - Santiago, Chili - 2013-2015